# 道奇 (北达科他州)
道奇（英語：Dodge），是美国北达科他州下属的一座城市。根据2010年美国人口普查，该市有人口87人。